# Belgijske pokrajine
Belgijske regije Valonija i Flandrija podijeljene su u deset pokrajina, po pet u svakoj od njih. Briselska regija nije podijeljena na pokrajine.
Pokrajine se dalje dijele na upravne okruge. Svaka pokrajina ima svoje upravno središte.
Od 1830. do 1995. u Belgiji je postojalo devet pokrajina. Tadašnja pokrajina Brabant bila je dio sve tri regije (obuhvaćajući u potpunosti Briselsku regiju). Granice tih devet pokrajina datiraju još iz razdoblja nizozemske vlasti (1815. – 1830.). Prije toga, područje je za vrijeme francuske okupacije (1795. – 1815.) bilo podijeljeno na departmane, kako su francuski revolucionari podijelili Austrijsku Nizozemsku i kneževine Liège i Stavelot-Malmedy.
Tom ustavnom promjenom 1995., pokrajina Brabant podijeljena je na flamanski i valonski dio (Valonski Brabant i Flamanski Brabant), izuzevši iz pokrajine Regiju glavnoga grada Bruxellesa. Od tada Bruxelles nije dio ni jedne pokrajine, ali sam po sebi zadržava neke elemente pokrajinske vlasti (npr. guvernera).

## Pokrajinska vlast
Pokrajinska vlast sastoji se od tri dijela: guvernera, izvršnog vijeća (Bestendige deputatie u Flandriji i Collège provincial u Valoniji), te pokrajinskog vijeća (provincieraad tj. conseil provincial). Članovi pokrajinskog vijeća izabiru se glasovanjem na mandat od šest godina. Izvršna vijeća sastoje se od šest članova, od kojih je jedan guverner. Pokrajinska vijeća moraju se sastajati najmanje deset puta godišnje, a njihove rasprave su javne.

## Popis pokrajina
- Pokrajine u Flamanskoj regiji su:

1. Antwerpen (Antwerpen), glavni grad Antwerpen
2. Limburg (Limburg), glavni grad Hasselt
3. Istočna Flandrija (Oost-Vlaanderen), glavni grad Gent
4. Flamanski Brabant (Vlaams-Brabant), glavni grad Leuven
5. Zapadna Flandrija (West-Vlaanderen), glavni grad Brugge

- Pokrajine u Valonskoj regiji su:

1. Valonski Brabant (Brabant wallon), glavni grad Wavre
2. Hainaut (Hainaut), glavni grad Mons
3. Liège (Liège/Lüttich), glavni grad Liège
4. Luxembourg (Luxembourg), glavni grad Arlon
5. Namur (Namur), glavni grad Namur

## 11. pokrajina (Eupen-Sankt Vith)
Budući da se Njemačka zajednica u Belgiji nalazi u potpunosti unutar pokrajine Liège, više puta je predloženo osnivanje posebne pokrajine (Eupen-Sankt Vith) koja bi obuhvaćala devet općina koje čine Njemačku zajednicu. Tada bi većinu funkcija koje provode pokrajinski organi vlasti provodila Njemačka zajednica.